# Cabina de avión

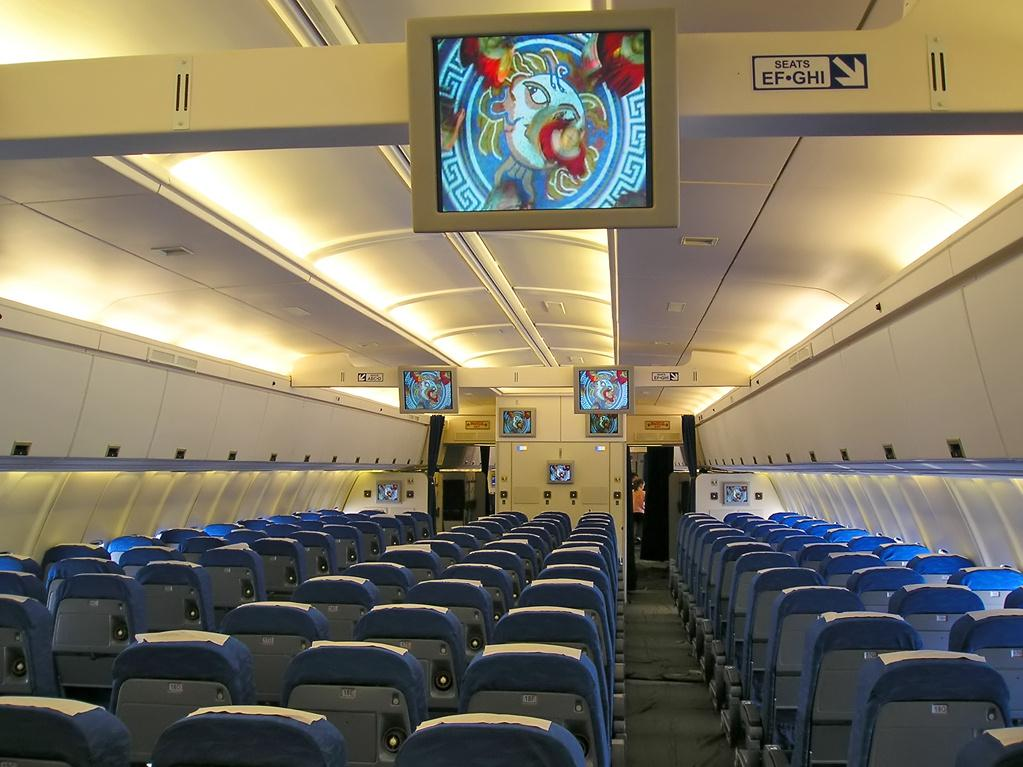
Cabina de un Ilyushin Il-96

Una cabina de avión o cabina de pasaje es la sección de este en la que viajan los pasajeros. En altitudes de crucero la atmósfera es demasiado tenue para que los pasajeros y la tripulación puedan respirar sin máscara de oxígeno, por lo que las cabinas están presurizadas a una presión mayor.
En el transporte aéreo comercial, sobre todo en aviones, las cabinas se pueden dividir en varias partes. Pueden incluir secciones de clase de viaje, áreas para los asistentes de vuelo, cocina y espacios de almacenamiento para el servicio a bordo. Los asientos están dispuestos por lo general en filas. Cuanto mayor sea la categoría o clase del sector, se proporciona más espacio. Las cabinas de las diferentes clases a menudo se separan mediante cortinas o divisores rígidos.

## Presurización de la cabina
Artículo principal: Presurización de cabina
La presurización de cabina es el bombeo activo de aire comprimido en la cabina de una aeronave para garantizar la seguridad y confort de los ocupantes. Es necesario cuando un avión alcanza una altitud importante, ya que la presión atmosférica natural es demasiado baja como para suministrar el suficiente oxígeno a los ocupantes. Sin la presurización se puede sufrir mal de montaña o incluso una hipoxia.
Si una aeronave presurizada sufre un fallo de presurización sobre 3.000 m (10.000 pies) entonces puede hablarse de una situación de emergencia. En ese caso la aeronave debe comenzar un descenso de emergencia y las máscaras de oxígeno deben de activarse para todos los ocupantes. En la mayoría de aviones de pasajeros las máscaras de oxígeno de los pasajeros se activan de forma automática si la presión de la cabina se reduce por debajo de la presión equivalente de la atmósfera a 4.500 m (14.000 pies).

## Clase de viaje

### Primera clase

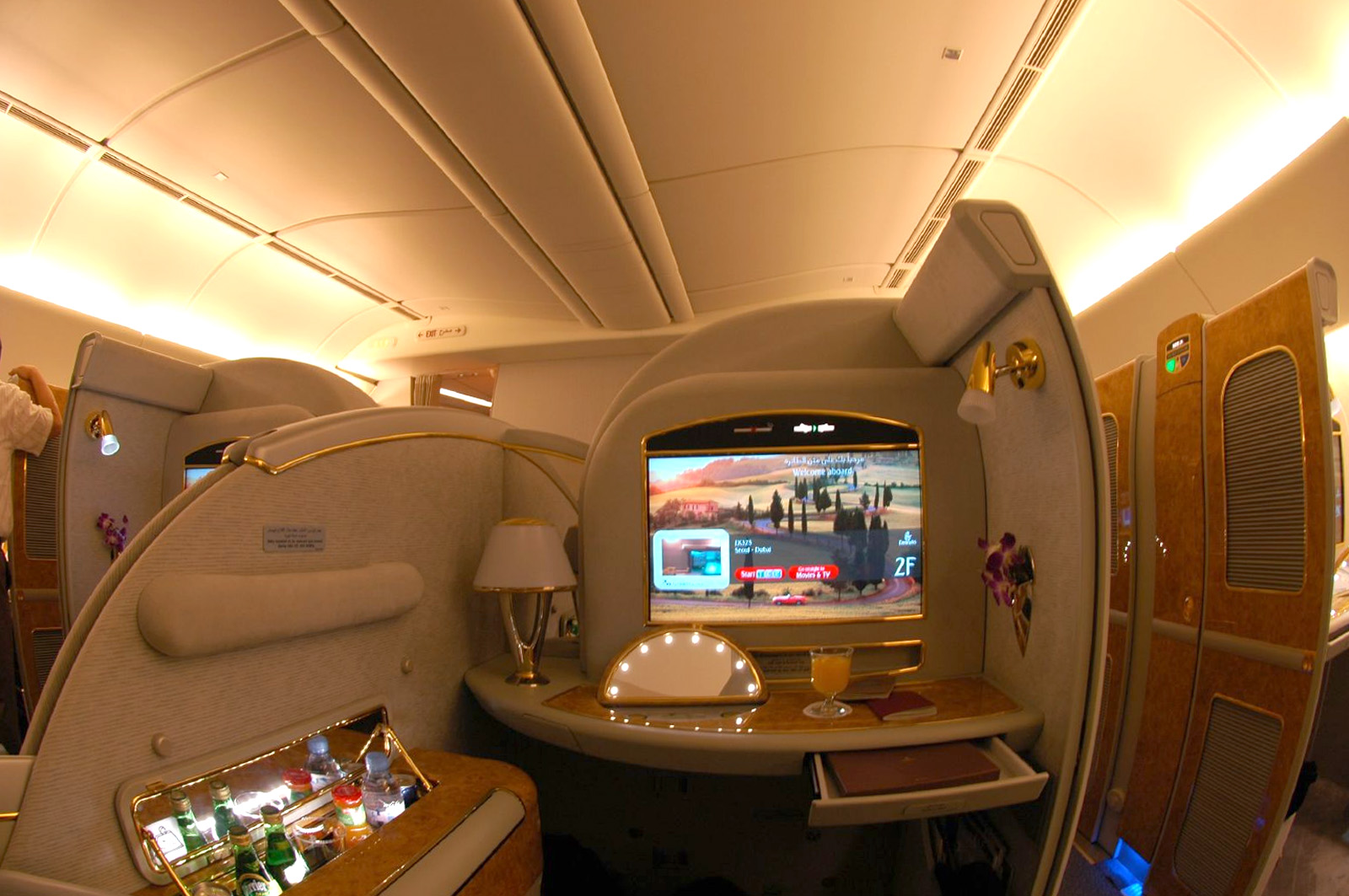
Primera clase de Emirates

La primera clase de un avión es la clase con el mejor servicio y también con el precio más alto. El servicio ofrecido es superior a la clase ejecutiva, y existe solo un pequeño número en vuelos largos.
Se caracteriza por un mayor espacio entre asientos (incluso pueden convertirse en cama), TV personal, alimentos y bebidas de alta calidad, un servicio personalizado, privacidad, pijama, zapatillas y artículos de bolsa para la higiene. Los pasajeros de esta clase tienen el check-in separado, sala de espera propia en el aeropuerto, preferencia para embarcar o transporte propio entre la terminal y el avión. Debido a su alto costo, hay pocas compañías aéreas que ofrecen este servicio.

### Clase ejecutiva obusiness

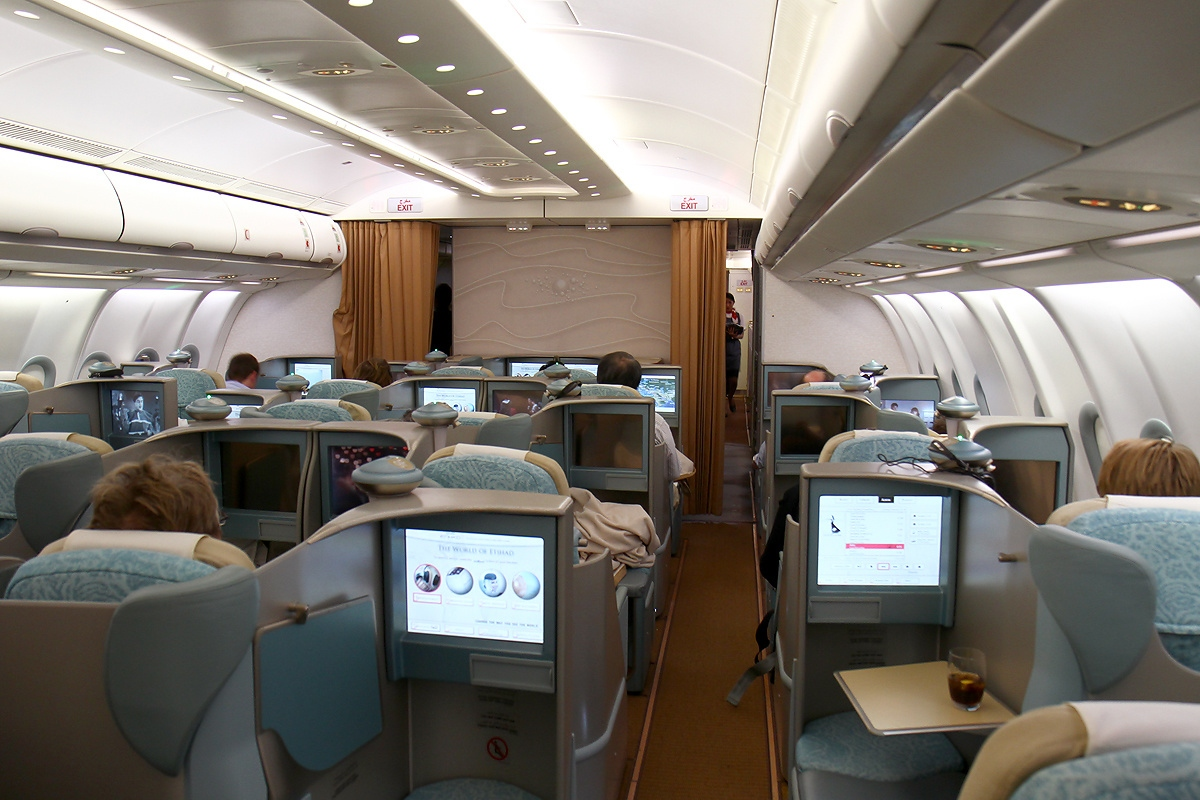
Clase ejecutiva de Etihad Airways

La clase ejecutiva (Business class en inglés) es más cara, pero ofrece más comodidades al viajero que las clases inferiores (mejores alimentos, opciones de entretenimiento más amplias, asientos más cómodos y más reclinables y más espacio para las piernas, entre otras).

### Clasepremium economy

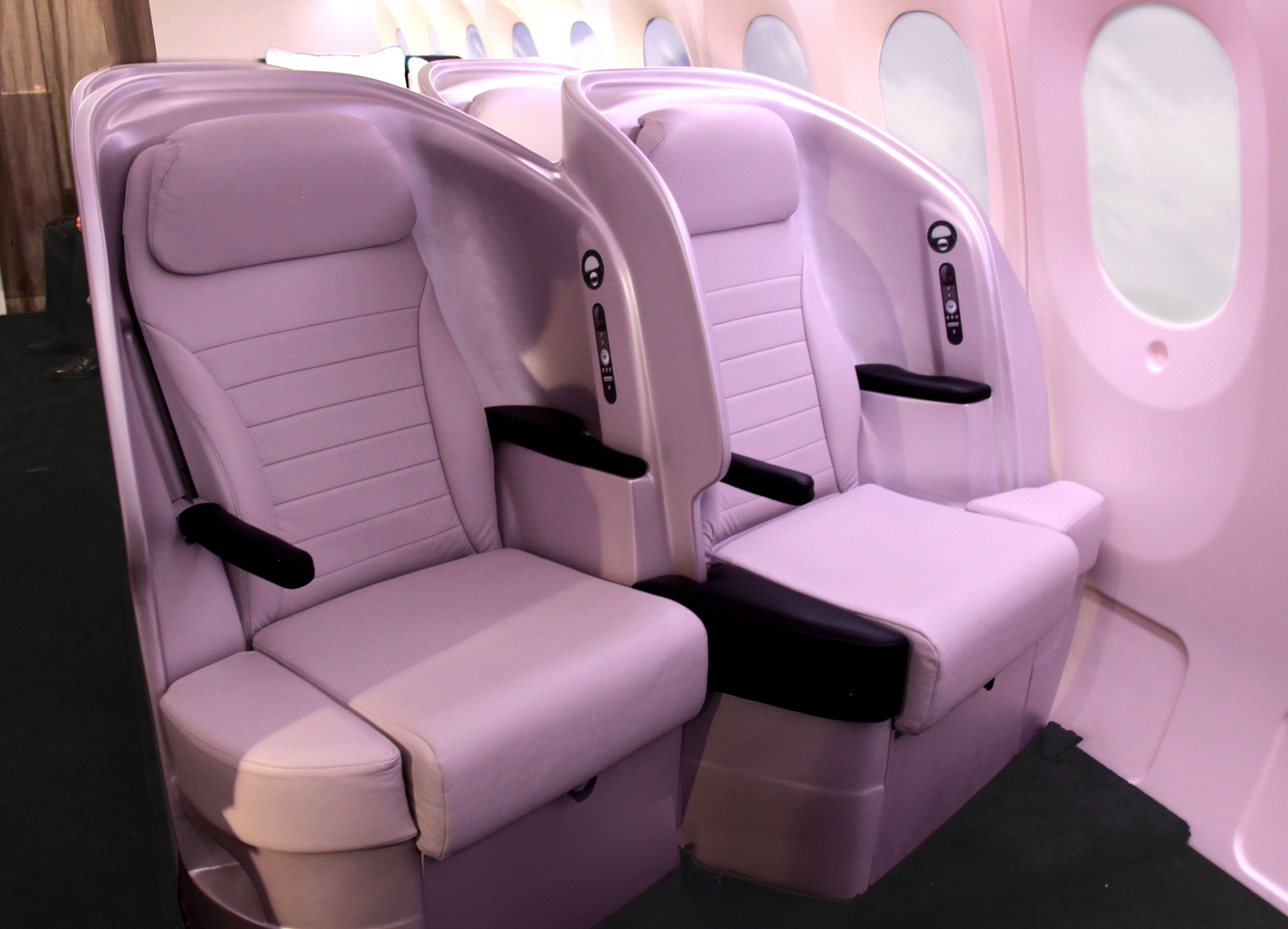
Asientos de clase Premium Economy Air New Zealand

La clase Premium Economy es una clase de viajes que ofrecen en algunas aerolíneas para dar una mejor experiencia de viaje que la clase económica, pero por mucho menos dinero de lo que la clase ejecutiva.
Se limita a menudo solo a pequeños extras como más espacio para las piernas, comida gratis y bebidas.

### Clase turista o económica
La clase turista o económica en un avión, es una clase en la que tanto el valor del billete es el más bajo, ya que los niveles de confort son más bajos que en otras clases. 
Esta clase se caracteriza principalmente por la corta distancia entre cada asiento, y una variedad más pequeña de las comidas y entretenimiento.
En los nuevos cambios planteados por las aerolíneas se menciona el uso de asientos verticales que pretenden reducir el costo de los boletos.

## Servicios
- Seguridad a bordo
- Ambiente y comodidad
- Alimentos (comidas, bebidas, bebidas alcohólicas)
- Programas de entretenimiento
- Experiencia únicas